# Jan Silberstorff

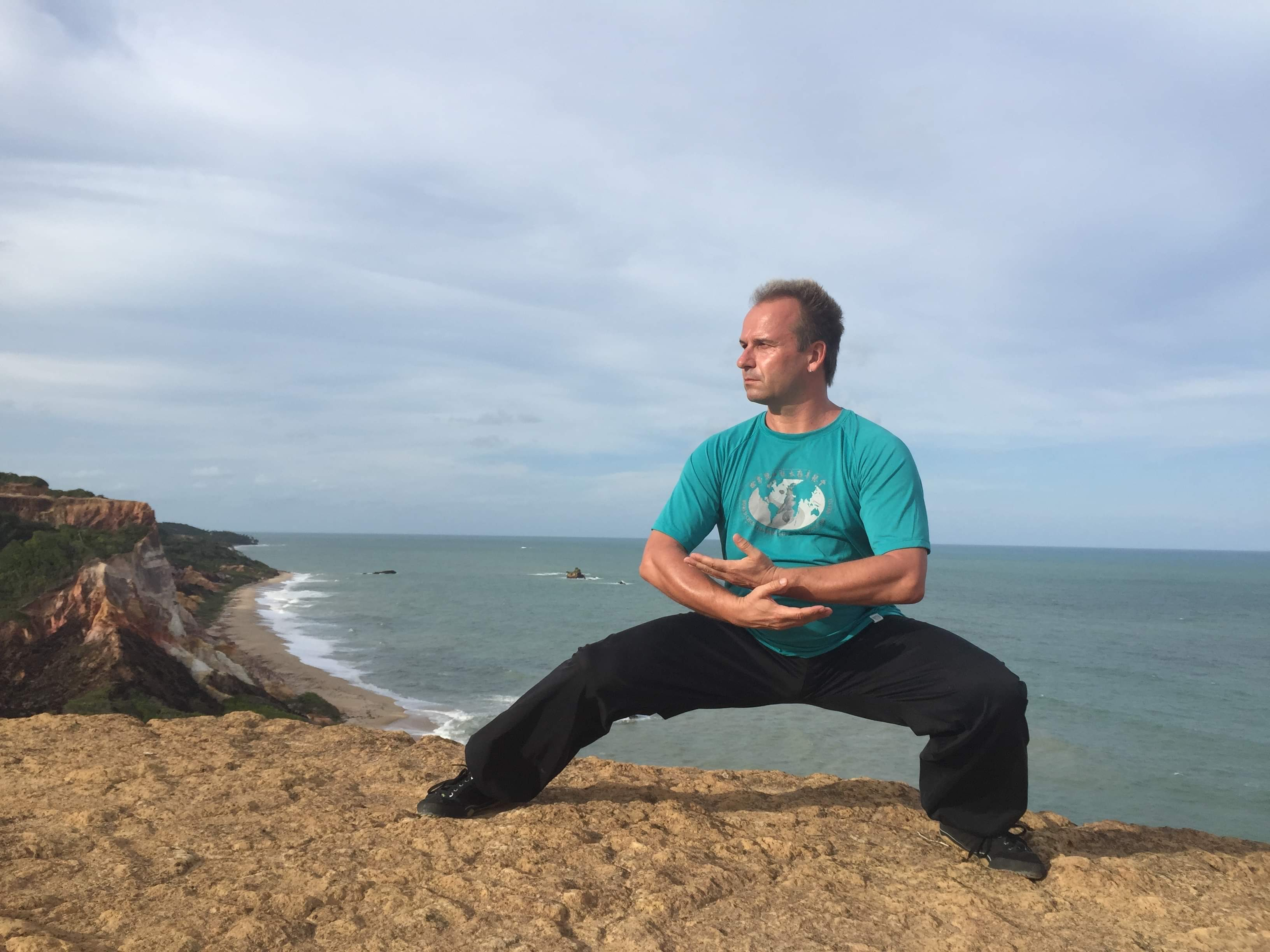
Jan Silberstorff

Jan Silberstorff (* 1967 in Hamburg) ist ein deutscher Kampfkünstler. Er lehrt den Chen-Stil der inneren Kampfkunst Taijiquan.

## Leben
Der in Hamburg als Punk aufgewachsene Jan Silberstorff kam über Auseinandersetzungen mit Neonazis und durch Filme von Bruce Lee zum Studium der Kampfkünste.
Vom Yang-Stil über einen Aufenthalt beim Wun Hop Kuen Do Meister Christian Wulf trat er nach kurzer Zeit zum Chen-Stil über. Seine Reisen zu Wettkämpfen führten ihn auch nach China, wo er Meister Shen Xijing traf, einen direkten Schüler von Großmeister Chen Xiaowang. Erst durch wochenlanges Insistieren wurde ihm erlaubt, am Unterricht durch den Meister teilzunehmen. Jan wurde in die Familie aufgenommen und erhielt intensiven Unterricht durch Meister Shen Xijing.
Nach einem halben Jahr des Unterrichts übergab Meister Shen Xijing seinen Schüler in Chenjiagou an Großmeister Chen Xiaowang, der dann die weitere Ausbildung übernahm, in deren Verlauf Jan Silberstorff offiziell in die Chenfamilie aufgenommen wurde. Damit unterrichtet er der Tradition folgend in der 20. Generation der Chenfamilie.
Mit Großmeister Chen Xiaowang gründete er 1994 die World Chen Taiji Association und wurde vom Großmeister autorisiert, als Ausbildungsleiter der World Chen Taiji Association Germany (WCTAG) zu agieren und diese zu führen. Jan Silberstorff ist heute der Hauptvertreter des Chen-Stils in Deutschland. Er unterrichtet in Deutschland und anderen Ländern.
Durch seine Vortragsreisen und Lehrgänge ist Jan Silberstorff einem größeren Publikum in Deutschland bekannt. Er wirkte auch an der ARTE/ZDF-Dokumentation Tai Chi Eine Reise zu den Quellen der Kraft mit. Zudem setzte er sich für die Gründung des Dachverbands Deutscher Dachverband für Qigong und Taijiquan e. V. ein.

## Veröffentlichungen

### Bücher
- Chen Xiaowang, Jan Silberstorff: Die 5 Level des Taijiquan, von Großmeister Chen Xiaowang. Kommentiert von Meister Jan Silberstorff. Lotus-Press, Lohne 2007, ISBN 978-3-9353-6768-4
- Jan Silberstorff: „Schiebende Hände.“ Lotus-Press, Lohne 2008 und 2011, ISBN 978-3-9353-6740-0
- Jan Silberstorff: „Laozi‘s DAO DE JING: Band 1 – DAO“, Lotus-Press, Lohne 2012, ISBN 978-3-945430-41-5
- Jan Silberstorff: „Chen: Klassisches Taijiquan im lebendigen Stil“, Lotus-Press, Lohne 2014, ISBN 978-3-9353-6748-6
- Jan Silberstorff: „Laozi‘s DAO DE JING: Band 2 – DE“, Lotus-Press, Lohne 2014, ISBN 978-3-945430-41-5
- Jan Silberstorff, Chen, Xiaowang: „Die 5 Level des Taijiquan nach Großmeister Chen Xiaowang kommentiert von Meister Jan Silberstorff“ (mit DVD & CD), Lotus-Press, Lohne 2014, ISBN 978-3-935367-08-0
- Jan Silberstorff: „Das Dao De Jing im Taijiquan: Die Übungsanleitung des Laozi“, Lotus-Press, Lohne 2015, ISBN 978-3-945430-15-6
- Jan Silberstorff, Judith Ritter: „Das Dao De Jing Wörterbuch“, Lotus-Press, Lohne 2016, ISBN 978-3-945430-44-6
- Jan Silberstorff: „Das Qingjingjing: Das heilige Buch von der Stille und der Klarheit“, Lotus-Press, Lohne 2019, ISBN 978-3-9454-3060-6
- Jan Silberstorff: „Im Anfang war das Dao“, Lotus-Press, Lohne 2020, ISBN 978-3-945430-87-3
- Jan Silberstorff: „Chen Fake: Die verschollene und wiederentdeckte Biografie des großen Taiji-Meisters“. Lotus Press, Lohne 2021, ISBN 978-3-945430-98-9

### DVD
- Jan Silberstorff: „Das Taiji-Prinzip: Yin und Yang im Taijiquan - Erläutert und dargestellt am Chen-Stil-Taiji“, Lotus Press, Lohne 2007, ISBN 978-3-935367-19-6
- Jan Silberstorff: „Schiebende Hände: Die kämpferische Seite des Taijiquan“, 2011, ISBN 978-3-935367-55-4
- Jan Silberstorff: „Die 9er-Form des Chen Taijiquan“, 2018, ISBN 978-3-935367-95-0
- Jan Silberstorff: „Chen Taiji-Schwertkampf: Ein Basisweg zum freien Fechten“, ISBN 978-3-935367-57-8
- Jan Silberstorff: „Die 19er Form des Chen Taijiquan“, ISBN 978-3-945430-42-2
- Jan Silberstorff: „Die Kurzstockformen des Chen Taijiquan“, ISBN 978-3-935367-92-9

### CD
- Jan Silberstorff: Zhan Zhuang: Die Stehende Säule im Taijiquan Audio-CD, Lotus-Press, Lohne 2008, ISBN 978-3-9353-6728-8
- Jan Silberstorff, Hilmar Hajek: „Zhan Zhuang, English Version: The Standing Meditation in Taijiquan“, ISBN 978-3-935367-29-5